# Émile Levassor
Émile Constant Levassor (21 januari 1843 - 14 april 1897) var en fransk ingenjör och en pionjär inom bilindustrin och bilracing i Frankrike.
1889 grundade Levassor tillsammans med René Panhard företaget Panhard et Levassor som var världens första biltillverkare med serieproduktion. Företaget levererade sin första bil 1891.
När han deltog i "Paris-Marseille-Paris-loppet" 1896, skadades han allvarligt i en krasch då han försökte undvika en hund. Han återhämtade sig aldrig från skadan och dog i Paris året därpå.

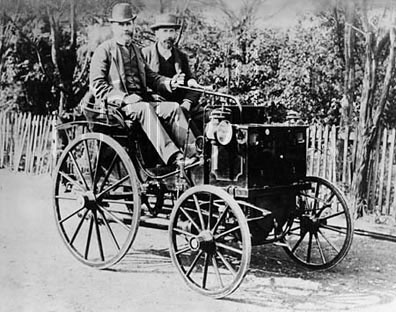
En tidig modell av bilmärket Panhard et Levassor. Émile Levassor till vänster.